# Sindicato de Oficios Varios de Sada
El Sindicato de Oficios Varios de Sada nació en 1931 a partir del Centro Cultural Obrero, fundado un año antes con los fondos aportados por emigrantes sadenses en los EE. UU. Estaba federado en la CNT. En el año 1932 contaba con cerca de 200 afiliados, la mayor parte marineros, cifra que se duplicaría en 1936.

## Directiva
En 1933 estaba dirigido por José Monzo Ríos (Presidente), Serafín García (Vicepresidente), José Neira Torrado (Secretario), Adolfo Caamaño (Vicesecretario), Manuel Regueira (Tesorero), Manuel Prado (Vicetesorero), José Barbeiro (Bibliotecario), Julio Caamaño, Francisco Guitián y Laureano Riveiro (Vocales).

## Actuación sindical y cultural
Desarrolló  una intensa labor durante todo el período republicano, llevando a cabo importantes huelgas y diversas acciones, encaminadas a la dignificación de la clase obrera y a su enriquecimiento cultural. Desde finales de 1931, y como se anunció en la totalidad de los números de Solidaridad Obrera de ese período, mantendrá un boicot al café La Terraza, que no permitía la sindicación de sus empleados. El conflicto parecerá arreglado en julio de 1932, con la firma de un compromiso; pero, por diversas razones, se reavivará al año siguiente, extendiéndose el boicot al Salón Moderno. En 1933 y 1934 estallarán dos bombas en la Terraza y una en el Moderno, que solo causarán desperfectos materiales, pero surtirán un gran impacto. También mantendría un importante conflicto con la compañía de tranvías por los mismos motivos. Asimismo, colaborará con el Sindicato de Profesiones Varias de Meirás desde el año 1933 para permitir, en la parroquia de Meirás, la ocupación forzosa de unas fincas por parte de sus colonos, a los que se les incrementara drásticamente el alquiler.
En el campo ideológico, los miembros del sindicato planteaban una lucha abierta contra los valores morales impuestos por la Iglesia, así como contra toda forma de poder político y de opresión, y propugnan la emancipación de la mujer. También actuaba el sindicato como centro cultural y educativo, y hacia 1933 contaba con un Centro de Educación Libertaria. También organizaría frecuentes mítines y conferencias, y formaría una biblioteca.
Estuvo integrado en la Federación Comarcal de Sindicatos de Betanzos e Sada y, a partir de 1936, en la Federación Comarcal de Sindicatos de Sada. Fue representado en el pleno de la CRG de 1933 en Santiago de Compostela y en el de la CNT de 1936 en Zaragoza por José Monzo.

## Guerra Civil
Con la sublevación militar de 1936, sería completamente desarticulado, y sus miembros más significativos tendrían que esconderse, hasta ser asesinados (José Neira Torrado, José Cadaveira Guimarey), o tener que huir cara al exilio (Serafín García) y sufrir penas de prisión y multas. Su Presidente, José Monzo, tras dos años escondido en los emplazamientos más insólitos, optaría por suicidarse.